# Pantanodon sp. nov. 'Manombo'
Pantanodon sp. nov. 'Manombo' là một loài cá thuộc họ Poeciliidae. Nó là loài đặc hữu của Madagascar. Các môi trường sống tự nhiên của chúng là sông và swamps. Nó bị đe dọa do mất môi trường sống.